# Ira Terrell
Ira Edmondson Terrell (Dallas, 19 giugno 1954) è un ex cestista statunitense, professionista nella NBA.

## Carriera
Venne selezionato dai Phoenix Suns al terzo giro del Draft NBA 1976 (45ª scelta assoluta).